# Homozygot

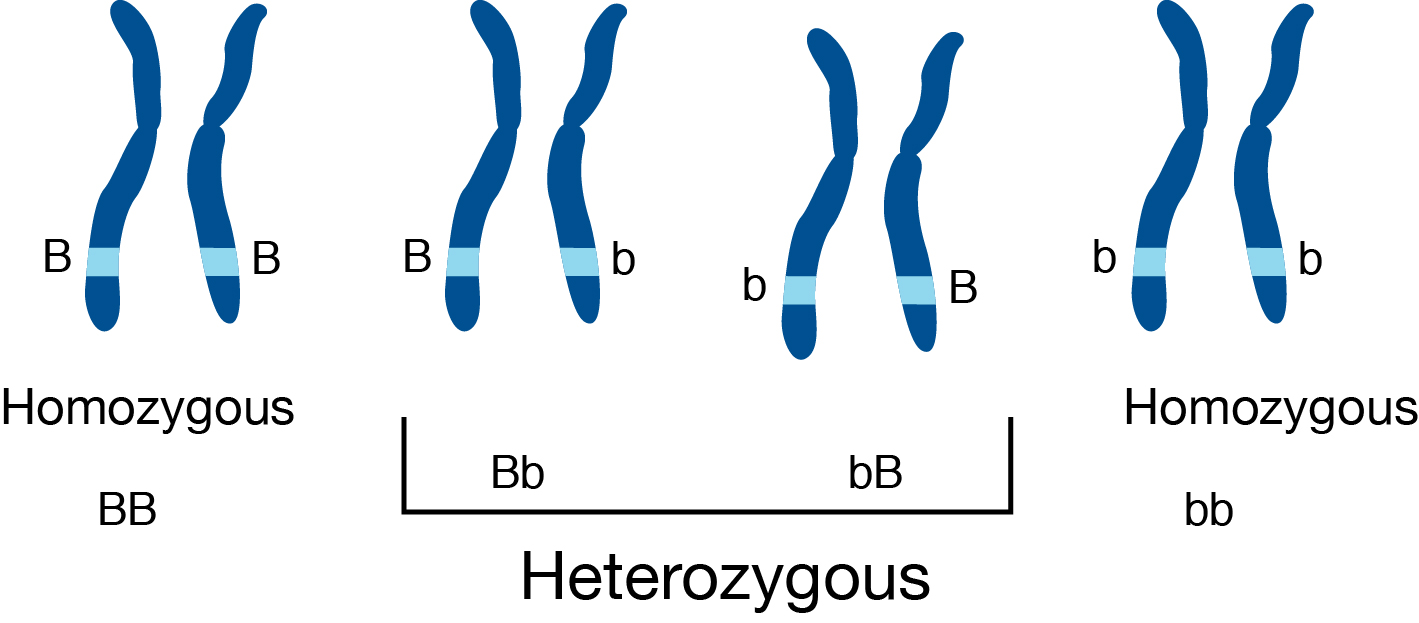
Skillnaden mellan homozygot (homozygous) och heterozygot (heterozygous).

Homozygoter är ett begrepp inom genetiken och betecknar individer som har två likadana varianter, alleler, av en gen. Motsatsen är heterozygoter. Endast hos en homozygot individ leder recessiva anlag till synliga egenskaper, eftersom det inte finns något dominant anlag som döljer det. Detta kan man se genom t.ex. ett korsningschema.
Exempel på ett korsningschema:
I spindelpopulationen finns två alleler för färg. 
Röd är en dominant allel och vit är en recessiv. 
Korsa en homozygot röd spindel med en vit spindel. Hur blir den sannolika fördelningen av avkomman?
|   | R  | R  |
| - | -- | -- |
| v | Rv | Rv |
| v | Rv | Rv |

Homo betyder lika och zygot betyder befruktad äggcell.
Fullständig homozygoti, d. v. s. homozygoti för alla arvsanlag förekommer hos självbefruktande växter. Hos dessa får avkomman exakt samma ärftliga konstitution som föräldraplantan har. Hos normalt korsbefruktande djur och växter ökar graden av homozygoti vid inavel.